# Quel punto
Quel punto è il 29° album in studio di Adriano Celentano pubblicato nel 1994. 

## Storia
In questo album Celentano ripropone vecchi successi come la canzone I Want to Know parte uno e due e La camera 21,  apparse in origine sull'album Svalutation, e il remix di Uh Uh..., dove riprende il tema a lui caro del progresso che toglie il verde dalle città e danneggia la salute degli uomini. C'è un testo di una canzone dal titolo Il Seme del Rap, preceduta da una canzone in inglese dal titolo Rap che la introduce, fatto sulla musica di Prisencolinensinainciusol in cui sostiene che il rap parte proprio da quella canzone.
Ci sono anche nuove canzoni:
- "Quel punto", la cui musica è stata composta e arrangiata dal batterista Mauro Spina che ha musicato anche i brani "La trappola" e "Ja tebia liubliu",[2]. Questo attacco veemente suscitò le proteste del movimento femminista, di quello gay, e di quello lesbico.
- Ne "La Casa dell'Amore" il cantante cerca rifugio nell'amore rispetto ai mali (in particolare la guerra) del giorno d'oggi.
- "Ja Tebia Liubliu" in cui dice alla sua donna "ti amo" in tutte le lingue.
- "La Trappola": un amore non confessato, nato tra i banchi di scuola, forse in fondo una trappola.
- "Attraverso Me" in cui ricorda che chi ama veramente non ama solo il compagno/a ma ama tutto il mondo, senza egoismo.
- "Rifugio Bianco" e "Sanmatìo", due canti di montagna, cantati dal coro "Stella Alpina" di Treviso.

## Accoglienza
Malgrado un ritorno di Adriano ai concerti, con la sua prima tournée dopo 15 anni (in Italia e all'estero) concepita inizialmente per promuovere il disco, quest'ultimo è rimasto a tutt'oggi uno dei prodotti discografici meno fortunati dell'artista il quale, malgrado la sua ancora smisurata popolarità come cantante, faticava a riconquistare terreno sul mercato discografico.

## Tracce
1. Quel punto – 5:35 (testo: Adriano Celentano – musica: Mauro Spina)
2. La casa dell'amore – 4:27 (testo: Adriano Celentano – musica: Maurizio Fabrizio)
3. Rap – 1:11 (testo: Adriano Celentano, Lee Ronnie)
4. Il seme del rap (prisencòlinensinanciùsol) (un'efficace riscrittura del brano del 1972) – 4:16 (testo: Adriano Celentano – musica: Adriano Celentano)
5. Attraverso me (riflessioni d'amore) – 5:13 (testo: Adriano Celentano – musica: Maurizio Fabrizio)
6. I want to know, Pt. 1 (uguale alla versione del 1976 ma accorciata) – 2:28 (testo: Luciano Beretta, Adriano Celentano – musica: Gino Santercole)
7. I want to know, Pt. 2 (versione con diverso arrangiamento;) – 6:54 (testo: Luciano Beretta, Adriano Celentano – musica: Gino Santercole)
8. La trappola (riflessioni sul sesso) – 5:58 (testo: Adriano Celentano – musica: Mauro Spina)
9. Ja tebia liubliu (significa "Ti amo" in russo) – 5:34 (testo: Claudia Mori, Fabrizio Berlincioni – musica: Mauro Spina)
10. La camera 21 (il ritorno dopo tanti anni con la moglie nella camera dove si sono conosciuti) – 5:47 (testo: Vito Pallavicini, Luciano Beretta – musica: Gino Santercole)
11. Uh... uh... – 4:36 (testo: Adriano Celentano – musica: Adriano Celentano)
12. Rifugio bianco – 1:48 (testo: Bepi De Marzi – musica: Bepi De Marzi)
13. Sanmatìo – 2:48 (testo: Bepi De Marzi – musica: Bepi De Marzi)

Durata totale: 56:35

## Formazione
- Adriano Celentano – voce
- Davide Romani – basso
- Pino Pischetola, Luca Cersosimo – programmazione
- Paolo Gianolio – chitarra
- Pier Foschi – batteria
- Alessandro Centofanti – pianoforte e tastiera
- Marco Tamburini, Leonardo Carboni – tromba
- Sandro Comini – trombone
- Michael Rosen, Giulio Visibelli – sax
- Antonella Pepe, Luca Jurman, Paola Folli, Lalla Francia, Silvio Pozzoli – cori

## Classifiche

### Classifiche settimanali
| Classifica (1994) | Posizione massima |
| ----------------- | ----------------- |
| Europa            | 64                |
| Italia            | 4                 |

### Classifiche di fine anno
| Classifica (1994) | Posizione |
| ----------------- | --------- |
| Italia            | 53        |